# Monasterio de San Román de Entrepeñas
El monasterio de San Román de Entrepeñas estaba situado en la Montaña Palentina, en el término de Santibáñez de la Peña (España). Este monasterio, ligado desde sus inicios a la familia condal Beni Gómez, tuvo bastante importancia en la Edad Media, y es considerado la cuna de la Repoblación en la comarca.
Desde la desamortización de Mendizábal pasó a manos privadas, y su posterior abandono propició su progresivo derrumbe, quedando solamente en pie un torreón en estado ruinoso, y que se encuentra listado en la Lista roja de patrimonio en peligro.

## Historia
El monasterio de San Román de Entrepeñas estuvo habitado por monjes benedictinos y creció bajo la advocación de San Román, recibiendo el nombre de «entrepeñas» por el lugar donde estaba enclavado.
La primera mención documental del monasterio es del año 940. En el Archivo Histórico Nacional se conserva un original del diploma fundacional del monasterio. En dicho documento Diego Muñoz y su mujer Tegridia, restauran, amplían y dotan al monasterio de las iglesias de San Quirce de Guardo, la de Santa María de Arconada, y la de Santiago en territorio de Dueñas.
En las inmediaciones del monasterio se alzaba un castillo que dominaba el monasterio desde un alto, del castillo quedan unos pocos restos en la zona que actualmente llaman "Peñacastillo". Este castillo de San Román estuvo en posesión de los Banu Gómez, desde Diego Muñoz de Saldaña hasta Fernando Pérez, hijo este último del famoso señor de Valladolid, Pedro Ansúrez, que también había sido tenente del castillo y que en la documentación de San Román aparece varias veces donando diversas heredades al monasterio.
En el 995 Almanzor dirigió una aceifa contra San Román, según el Dikr bilad al-Andalus: «La cuadragésima quinta, la de San Román, en la que realizó una gran matanza y obtuvo muchos cautivos».

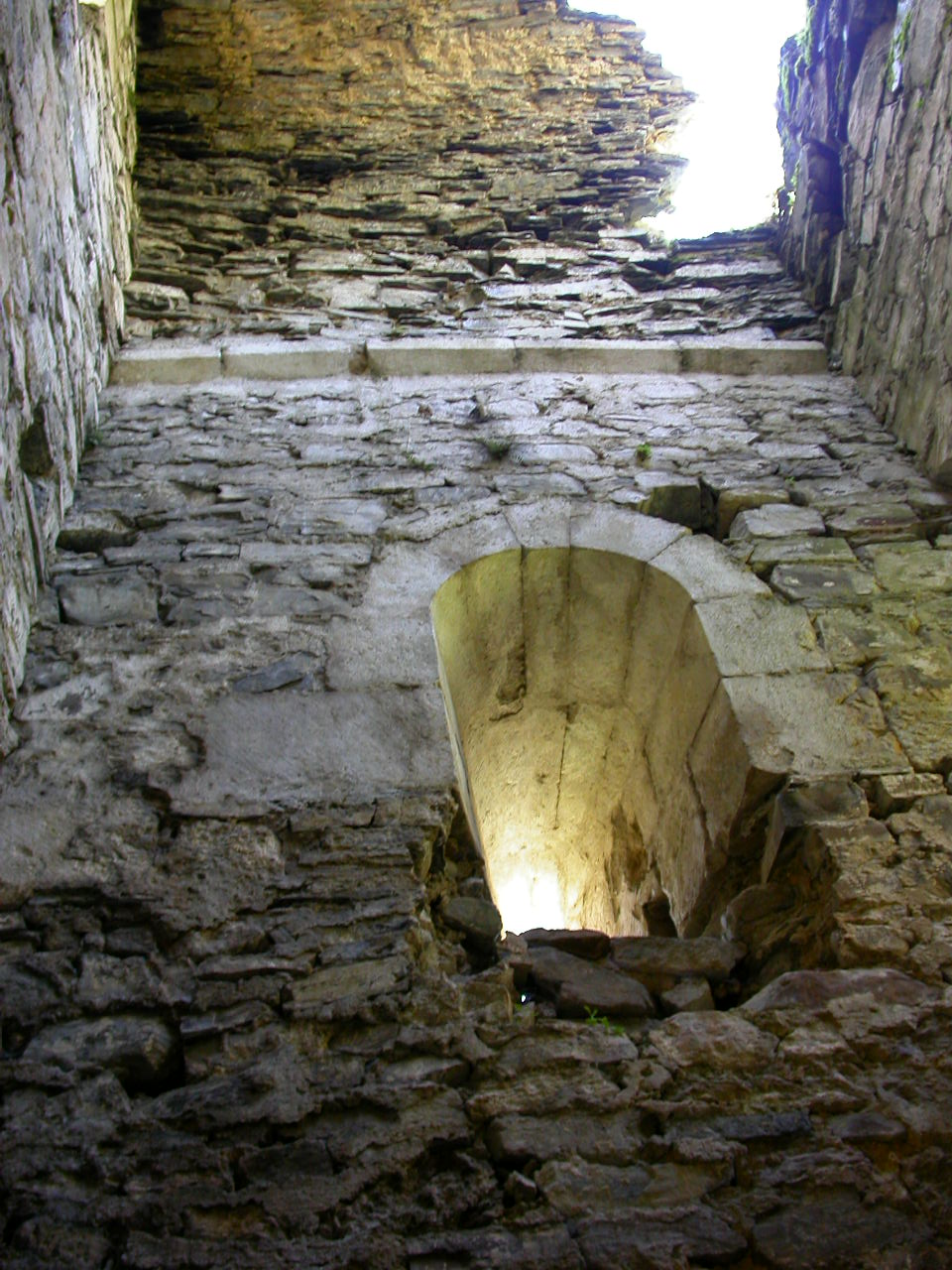
Foto del interior de las ruinas.

Antes del siglo XII el monasterio estaba regido por abades, pero a partir de ese siglo empiezan a figurar priores como los responsables del monasterio, pasando así de abadía a priorato. Este cambio se produce hacia 1118, cuando Pedro Ansúrez dona el monasterio a la abadía de Cluny.
A mediados del siglo XV, el monasterio de San Román fue anexionado al monasterio de San Zoilo de Carrión de los Condes.
La importancia económica de San Román, se puede ver en el Becerro de las Behetrías de Castilla donde se registran hasta once poblaciones que debían pagar tributos al monasterio. En lo eclesiástico San Román tenía su propio arciprestazgo en la Diócesis de León, en el siglo XV el arciprestazgo de San Román estaba compuesto por 33 poblaciones contando despoblados.
Debido a la Desamortización de Mendizábal del año 1836, se produjo el abandono del monasterio. Sometido al expolio y a la acción del tiempo, únicamente una torre de estilo románico se mantiene en pie, en avanzado estado de deterioro, por lo que el conjunto se encuentra en la Lista roja de patrimonio en peligro.